# Чинков Віктор Миколайович
Ві́ктор Микола́йович Чинков — доктор технічних наук, професор, заслужений винахідник, заслужений діяч науки і техніки України, дійсний член Нью-Йоркської академії наук (1997).

## З життєпису
1962 року закінчив Харківський політехнічний інститут.
Наукові дослідження полягають в царині цифрової вимірювальної техніки.
Серед робіт: «Цифрова обробка сигналів у вимірювальній техніці», 1985, співавтори А. А. Горлач, Мінц Марк Якович.
Входить до складу редакційної колегії журналу «Системи обробки інформації».
Серед патентів — «Спосіб вимірювання частоти синусоїдальних сигналів», 1990, співавтори Мінц Марк Якович та Немишлов Юрій Олександрович.